# Phylloscopus magnirostris
El mosquitero picudo (Phylloscopus magnirostris) es una especie de ave paseriforme de la familia Phylloscopidae propia de las montañas del sur de Asia.

## Distribución y hábitat
El mosquitero picudo cría en el Himalaya y demás montañas circundantes de la meseta tibetana. Pasa el invierno en montañas del subcontinente indio, especialmente en los Ghats occidentales, los montes Chin y Lushai, además de las de Ceilán.